# Arcibiskupské gymnázium Praha-Bubeneč
Arcibiskupské gymnázium v Praze Bubenči (přezdívané arcík) bylo jezuitské gymnázium existující v letech 1913–1950 nejdříve v Praze-Bubenči (1913–1940), později přechodně v Bohosudově (1947–1950). Ve své době představovalo jedno z nejkvalitnějších gymnázií v Českých zemích a vychovalo mnoho významných kněží, řeholníků (zejména jezuitů) a dalších osobností české katolické inteligence. Přijímalo pouze chlapce, jejichž záměrem bylo stát se kněžími.

## Historie

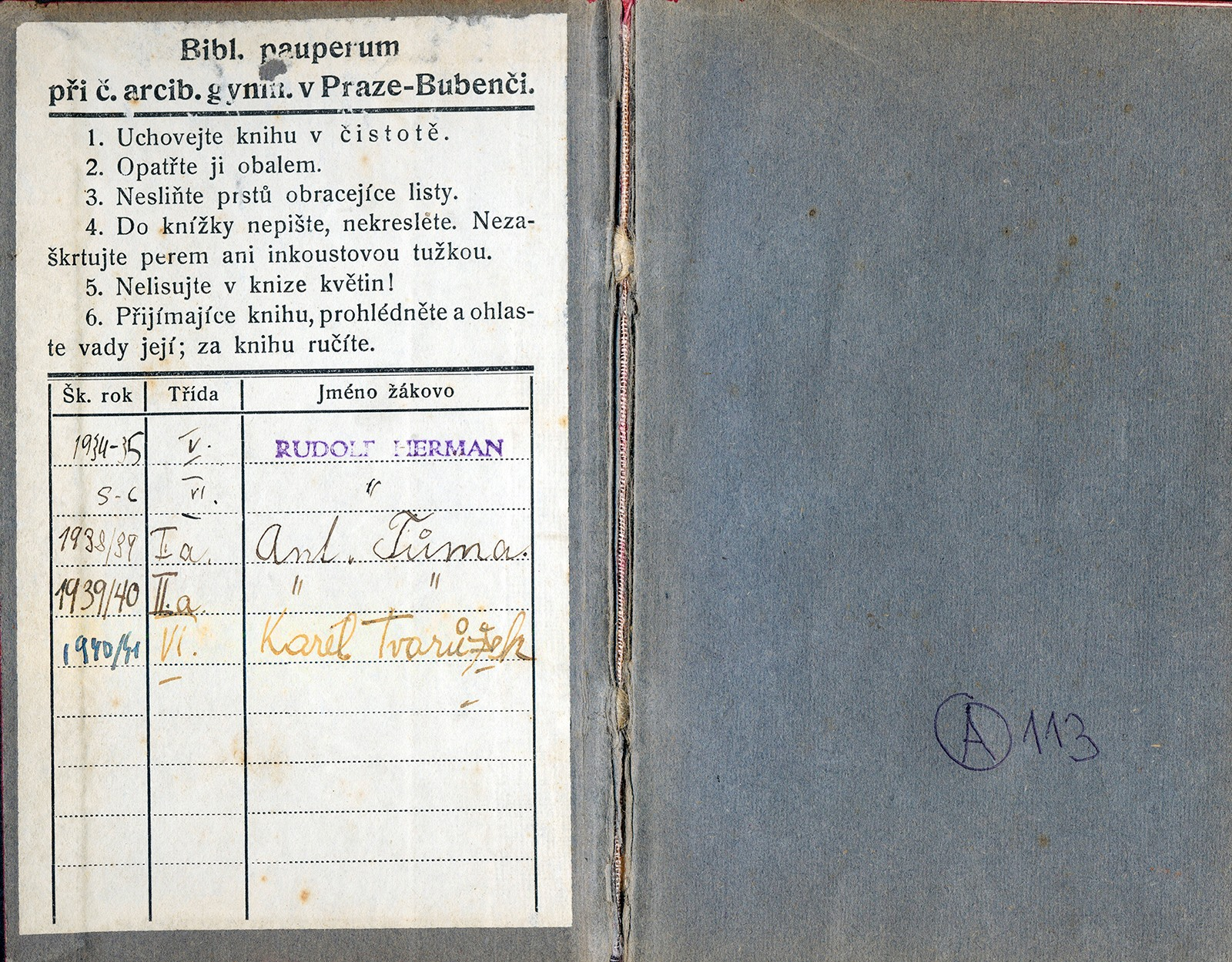
Knižní lístek v knize z „bibliotheky pauperum“ při AG Praha-Bubeneč (1930s)

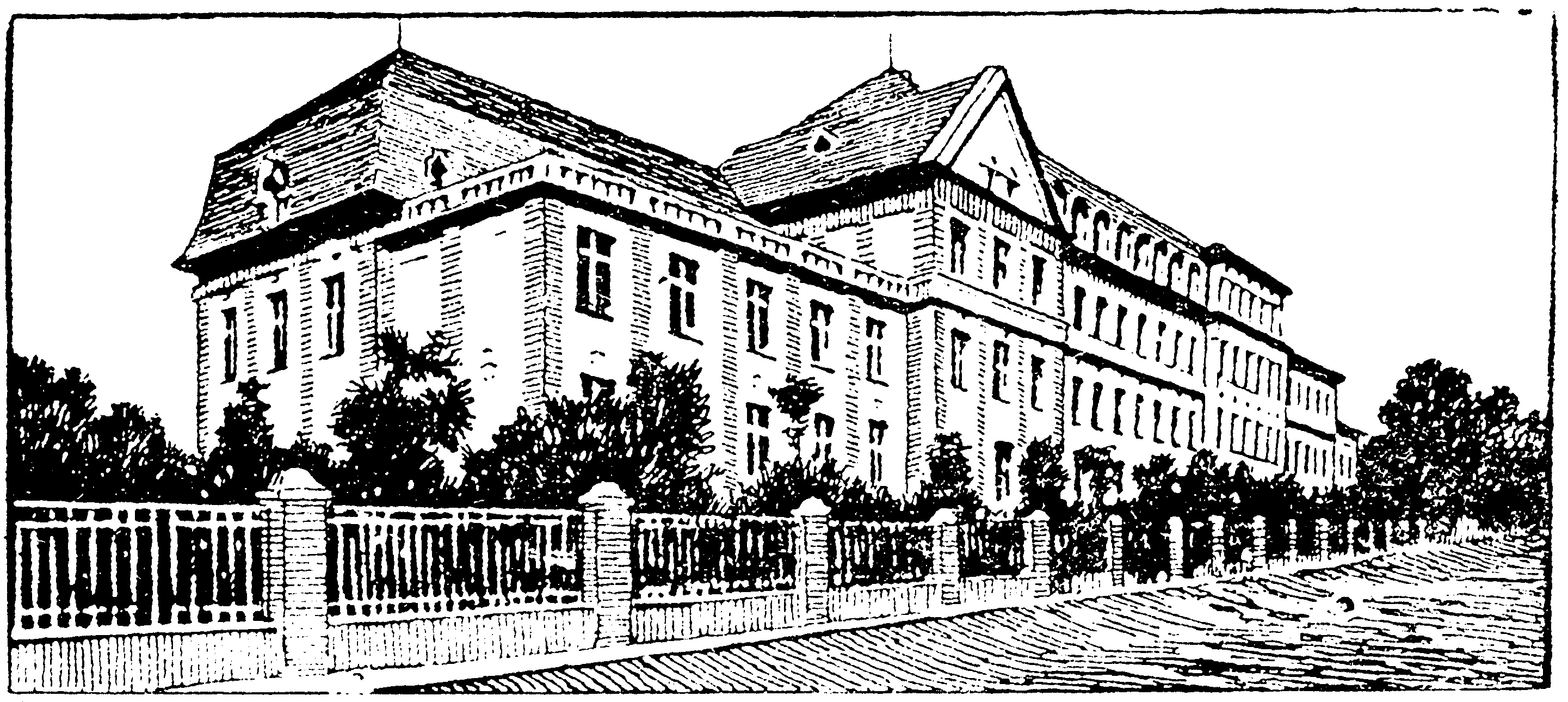
Budova Arcibiskupského gymnázia v Bubenči po dostavbě a přestavbě, 1925

Dne 31. ledna 1910 se rozhodl kardinál Lev Skrbenský založit arcibiskupské gymnázium s internátem, určené především (ale nikoliv výhradně) pro zájemce o následné studium katolického semináře. V roce 1913 byla uzavřena dohoda s provinciálem rakouské provincie Tovaryšstva Ježíšova Janem Wimmerem o tom, že správa školy bude svěřena tomuto řádu. Gymnázium bylo otevřeno dne 19. 9. 1913 v provizorním prostoru pronajatého domu čp. 309 v Bubenči, Slovanská třída 4 (dnes Bubenečská 6). Kapacita domu nedostačovala a tak kardinál Skrbenský zakoupil v roce 1915 od Kongregace Školských bratří novostavbu ve Winterově ulici čp. 299, jejímž autorem byl stavitel František Mikš. Školští bratři přemístili svůj ústav do Svatého Jana pod Skalou.
V roce 1916 si gymnázium otevřelo „pobočku“ ve Velehradském klášteře (ta se nakonec roku 1937 osamostatnila jako Řádové československé gymnázium Papežské koleje Tovaryšstva Ježíšova na Velehradě. Za dnešního pokračovatele této pobočky je možno považovat Stojanovo gymnázium tamtéž).
Po vzniku Československé republiky bylo gymnázium vystaveno protikatolickému nátlaku. Přesto ve dnech 21. – 23. června 1921 proběhly první maturity. Když se ukázalo, že objekt není pro potřeby gymnázia dostačující, v roce 1923 arcibiskup František Kordač inicioval a finančně podpořil přestavbu a dostavbu objektu podle projektu arcibiskupského stavebního rady Františka Havleny. Nová budova byla vysvěcena dne 16. listopadu 1924 a výuka zde byla započata v lednu 1925. Dne 8. dubna 1925 získalo gymnázium trvalé právo veřejnosti. Byly získány sousední vily čp. 50 a 51 pro byty profesorů.
V roce 1940 byla budova gymnázia zabavena pro účely nacistické pořádkové policie (Ordnungspolizei) a škola musela objekt vyklidit do 30. června 1940. Oficiální vyvlastňovací výměr byl vydán 16. srpna 1941. Gymnázium se přestěhovalo na Smíchov do budovy bývalého dívčho gymnázia v Bendově ulici 17.
Dne 2. ledna 1942 bylo gymnázium podle rozkazu K. H. Franka zrušeno pro „nepřátelské chování žáků i učitelů vůči Říši“. Studenti dostali možnost dokončit studia na Jiráskově gymnáziu v Resslově ulici.
Po osvobození Československa nemohla být škola obnovena v původním místě, protože budovu po německé Ordnungspolizei zabralo československé Ministerstvo vnitra. V letech 1951–1955 zde Ministerstvo provozovalo tajnou věznici StB, především pro agenty-chodce, jakožto buržoazní nacionalista zde byl ale tajně vězněn i pozdější československý prezident Gustáv Husák, odsouzený tehdy na doživotí. Po celou dobu provozu věznice byl jejím velitelem nadporučík Vojtěch Kozel; věznicí za tuto dobu prošlo na 600 vězňů. Náhradní prostory gymnázium obdrželo v objektu Řádového dívčího reálného gymnázia ve Voršilské ulici a 4. června 1945 byla obnovena výuka. Dne 6. února 1946 odmítlo Ministerstvo vnitra vrátit objekt v Bubenči (využívá ho dodnes) a na školní rok 1947/48 se gymnázium přestěhovalo do objektu Arcibiskupského semináře v Praze – Dejvicích. V roce 1948 bylo gymnázium i s většinou inventáře přesunuto do Bohosudova v severočeském pohraničí na místo bývalého německojazyčného biskupského gymnázia, které odsunem německého obyvatelstva přišlo o žáky. Působilo zde však jen krátce. V noci ze 13. na 14. dubna 1950 bylo gymnázium přepadeno Lidovými milicemi. Studenti byli odvezeni do Děčína, kde si je museli vyzvednout rodiče. Někteří z pedagogů byli uvězněni a v bohosudovském objektu byl zřízen internační tábor pro jezuity a františkány. Činnost Arcibiskupského gymnázia tím byla definitivně ukončena.
Ze současných škol lze teoreticky za jeho pokračovatele považovat Biskupské gymnázium Bohosudov. Současné Arcibiskupské gymnázium v Praze sídlí jinde, a nemá kromě jména s původním Arcibiskupským gymnáziem, nic moc společného.

## Slavné osobnosti gymnázia

### Studenti
- Václav Červinka – katolický kněz, před tím Biskupské gymnázium Bohosudov, poté gymnázium na Smíchově (AG PB zavřeli nacisté)[12]
- František Ferda – kněz a léčitel[13]
- Josef Forbelský – český romanista[13]
- Jan Kefer – astrolog a hermetik[13]
- Adolf Kajpr – jezuita a novinář[14]
- František Kohlíček – kněz a vysokoškolský pedagog[13]
- Jan Lebeda – kněz, pomocný biskup pražský
- Radovan Lukavský – herec, dostudoval na gymnáziu v Českém Brodě[15]
- Oto Mádr – kněz a teolog[16]
- Karel Otčenášek – biskup královéhradecký a osobní arcibiskup[17]
- Bohumil Svoboda – spisovatel a politik
- František Šilhan – jezuita, český provinciál[18]
- František Verner – křižovník s červenou hvězdou, budovatel a ředitel Pokoncilní knihovny (později Centrální katolická knihovna)[19]
- Alois Maurus Verzich – opat kláštera benediktinů v Praze na Slovanech (v Emauzích)
- Karel Vrána – kněz a vysokoškolský pedagog[13]
- Zdeněk Maria Zenger – památkář, fotograf a heraldik
- Josef Zvěřina – kněz a vysokoškolský pedagog[13]

### Učitelé a vedoucí
- Josef Cukr – jezuita[8]
- Blažej Ráček – jezuita, církevní historik
- Jaroslav Ovečka – jezuita, odborník na španělskou mystiku a její překladatel
- Jan Vraštil – jezuita, církevní historik